# S/S Svava

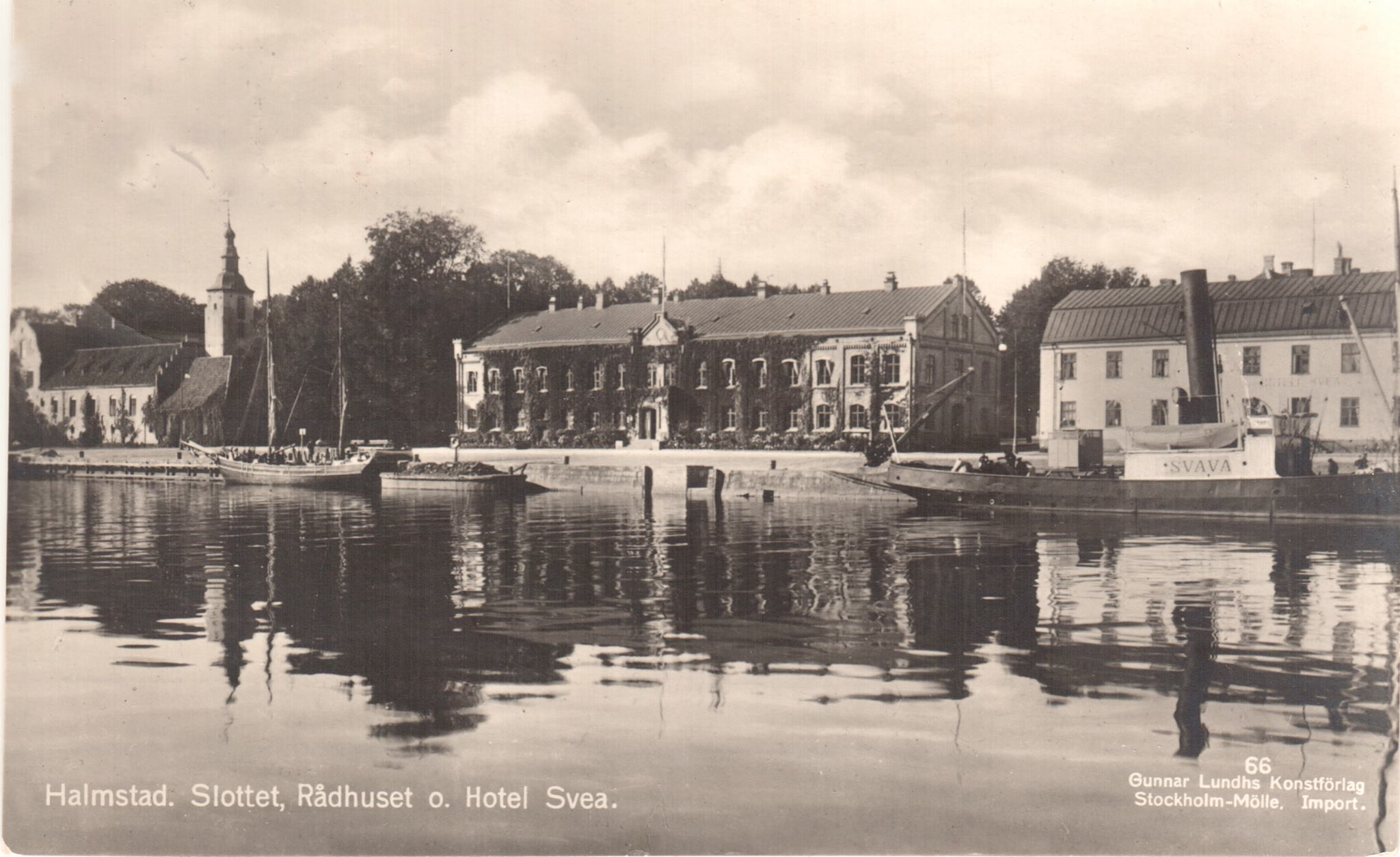
S/S Svava i Nissan. I bakgrunden Halmstads slott, Gamla rådhuset och Hotell Svea.

S/S Svava var en dansk isbrytande ångbogserbåt, vilken byggdes av Kjøbenhavns Flydedok og Skibsværft 1907 och tjänstgjorde inom Svitzer med Köpenhamn som hemmahamn åtminstone till andra hälften av 1940-talet.

## Flykt till Sverige 1945
I april 1945 hade Sovjetunionen intagit Warszawa och Krakow och de allierade hade nått Köln. De danska redarna fruktade i det läget att de ockuperande tyskarna skulle konfiskera deras fartyg och vidtog olika åtgärder för att hindra detta. Vissa fartyg sänktes och Langebro sprängdes för att låsa in fartyg i Sydhavnen. Svitzer planerade tillsammans med den danska motståndsgruppen Borgerlige Partisaner (BOPA) och Det danska frihetsrådet att få över så många av sina båtar som möjligt till Sverige den 9 april 1945, den femte årsdagen av Tysklands ockupation. En del fartyg var på sjön i uppdrag och för andra gavs tillstånd att segla ut ur hamn på påhittade uppdrag. Svårast var att få ut hamnbogserarna ur Köpenhamns hamn, eftersom dessa båtar sällan hade uppdrag utanför hamnen.
Danskarna lurade då tyskarna genom att motståndsrörelsen övermannade det danska fartyget Røsæs och satte det på grund. Eftersom andra bärgningsfartyg var upptagna på annat håll, kunde hamnbogserarna lämna hamnen för att ge assistens. Dagen därpå kunde Røsnæs lätt dras loss av båtar från Svitzer och från Det Forenede Bugserselskab och tillsammans med dessa segla över Öresund till Landskrona. Svitzers ledning flydde samtidigt till Sverige. 
Tyskarna reagerade genom att ta kontroll över de två bolagens kvarvarande båtar: Juno i Århus, Pan i Aalborg samt Mjølner och Odin i Frederikshavn. De båtar som undkommit, bland annat bogserbåtarna Garm, Svava och Sigyn, låg kvar i Sverige tills ockupationen upphörde i maj 1945, varefter de var  behjälpliga i att skeppa över Danska brigaden till Sverige, en operation som den Danska flottiljen ansvarade för. 